# Seymour Sarason
Seymour B. Sarason (* 12. Januar 1919 in Brownsville, Brooklyn, New York City; † 28. Januar 2010 in New Haven, New York) war ein US-amerikanischer Psychologe.

## Biografie

### Herkunft, Studium und Klinischer Psychologe
Sarason stammte aus einer armen Familie und wuchs in Newark (New York) auf. Als er während des Besuchs der High School an Poliomyelitis erkrankte, ermutigte ihn seine Mutter den damaligen US-Präsidenten Franklin D. Roosevelt, der ebenfalls an Kinderlähmung litt, in einem Brief um Hilfe zu bitten. Zum Erstaunen der Familie erhielt er einen Brief von Marguerite "Missy" LeHand, der Privatsekretärin des Präsidenten, in dem Sarason eine Behandlung in Aussicht gestellt wurde und er aufgrund dessen tatsächlich nahezu von der Krankheit geheilt wurde.
Später studierte er zunächst an der University of Newark, an der er 1939 einen Bachelor of Arts (B.A.) erwarb. Im Anschluss absolvierte er ein Postgraduiertenstudium an der Clark University und schloss dieses 1940 mit einem Master of Science (M.Sc.) ab. 1942 erfolgte seine Promotion zum Doktor in Klinischer Psychologie. Während seiner Arbeit als Klinische Psychologe an einer neuen Einrichtung für mental Retardierte in Southbury begann Dr. Sarason mit der Idee, dass Einrichtungen mehr schaden als nutzen könnten.
Als Klinischer Psychologe wurde er jedoch schnell desillusioniert von der vorherrschenden These, dass Individualprobleme individuell analysiert und behandelt werden können. Während seiner Tätigkeit in einer staatlichen Einrichtung für Retardierung in Massachusetts wurde ihm bewusste, dass viele psychische Störungen von sozialen Bindungen und Organisationskulturen stammten.

### Professor in Yale und Begründung der Gemeindepsychologie
1945 begann er mit seiner Tätigkeit als Professor an der Yale University, an der er bis zu seiner Emeritierung 1989 lehrte.
Während seiner vorherigen Tätigkeit fühlte er sich insbesondere dadurch gestört, dass psychologische Tests eher die Defizite der Patienten maßen. Er dagegen sah die Notwendigkeit der Förderung des Potenzials zum Beispiel durch den Besuch von Kunstkursen.
Diese Ansätze seines Denkens veröffentlichte er in seinem ersten Buch "Psychological Problems in Mental Deficiency" (1949), das soziale und kulture Faktoren untersuchte, die subnormales Verhalten beeinflussten.
An der Yale University begründete er das Institut für Psychologische Bildung (Psycho-Educational Institute), einer Klinik für die Entwicklung neuer Ansätze zur Behandlung der Probleme von Kindern und Jugendlichen. Die Psychologen und Studenten der Klinik arbeiteten dabei nicht nur in der Klinik selbst, sondern gingen in die Schulen, Einrichtungen der Kinderbetreuung und Erziehungsheime, um mit den dort Beschäftigten in der gewohnten Umgebung der Kinder und Jugendliche zusammenzuarbeiten.
Seine Arbeit am Psycho-Educational Institute, dessen Leiter er von 1961 bis 1970 war, führten zu seiner Reihe von Fachbüchern wie:
- "Psychology in Community Settings", 1966
- "The Culture of the School and the Problem of Change", 1971
- "The Creation of Settings and The Future Societies", 1972
- "The Psychological Sense of Community: Prospects for a Community Psychology", 1974.

Sein Gemeindepsychologischer Ansatz bei psychologischen Problemen griff auf eine Reihe von Fachbereichen zurück und er schrieb über eine Reihe dieser Themenfelder, insbesondere über Bildung. Er betrachtete traditionelle Schulen und das, was er den "verschachtelten Klassenraum" nannte, als Feinde des Lernens und des menschlichen Potenzials, abgetrennt von der größeren sie umgebenden Gesellschaft und behindert durch einen Mangel an Zusammenarbeit unter den Lehrern.
Obwohl er Schulreformen zutiefst pessimistisch sah, veröffentlichte er dennoch eine Reihe von Büchern zu diesem Thema wie:
- "The Preparation of Teachers: An Unstudied Problem of Education", 1962
- "How Schools Might be Governed and Why", 1997
- "Educational Reform: A Self-Scutinizing Memoir", 2002.

1988 erschien seine Autobiografie "The Making of an American Psychologist".
Zuletzt beendete er kurz vor seinem Tod "Centers for Endings: The Coming Crisis in the Care of Aged People", dessen Veröffentlichung posthum vorgesehen ist.
Als Psychologe trugen seine grundlegenden Arbeiten über soziale Bindungen und deren Einfluss auf Individualprobleme zur Begründung des Fachbereichs Gemeindepsychologie bei. Als Autor von mehr als 40 Büchern stellte er seine praktischen Kenntnisse der Sozialpsychologie in vielen Bereichen dar wie der Behandlung von Menschen mit Psychischen Störungen und Retardierung, pädagogischen Reformen, Lehrerbildung und Altenpflege.
In einem Nachruf würdigte ihn Andy Hargreaves, Professor und Inhaber des Thomas More Brennan-Lehrstuhls für Pädagogik an der Lynch School of Education des Boston College, wie folgt:
"Er begründete das Feld der Gemeindepsychologie. Es bestand nicht wirklich vor ihm und er war einer der allerersten Menschen, die in einem eindeutigen Weg über Bildungsreform und Schulkultur aus der Sicht der Menschen, die die dortigen Wandlungen erleben – Lehrer, Schüler und Studenten." ("It did not really exist before him. And he was one of the very first people to write in an explicit way about educational reform and the culture of the school from the perspective of the people who experience the change — teachers and students.")